# Vaiphei nyelv
A vaiphei egy őslakos nyelv, ami a sino-tibeti nyelvcsaládba tartozik. India négy államában, Manipurban, Asszámban, Meghálajában és Tripurában 40 000-en beszélik (2001-es adat). Legközelebbi rokonai a thadou, a hmar, a paite, a szimte, a kom és a gangte nyelv.